# Piazza Aurelio Saffi
Piazza Saffi è il cuore della città di Forlì e si trova al crocevia dei suoi quattro principali corsi. Il suo perimetro è circondato da alcuni degli edifici più emblematici della città. Al centro della piazza si staglia la statua del politico e patriota forlivese Aurelio Saffi. 
Di forma trapezoidale, misura circa 128 metri di lunghezza e 87 metri di larghezza, per un totale di 11.136 m² di superficie, classificandola come una delle piazze più estese d'Italia. 
Nel 1163 l'originario Campo dell'Abate viene attestato come area interna alle mura, mentre il 22 dicembre 1212 l'Abate di San Mercuriale concesse l'uso pubblico del Campo alla comunità forlivese assumendo da quel momento funzione civile.

## Evoluzione del nome

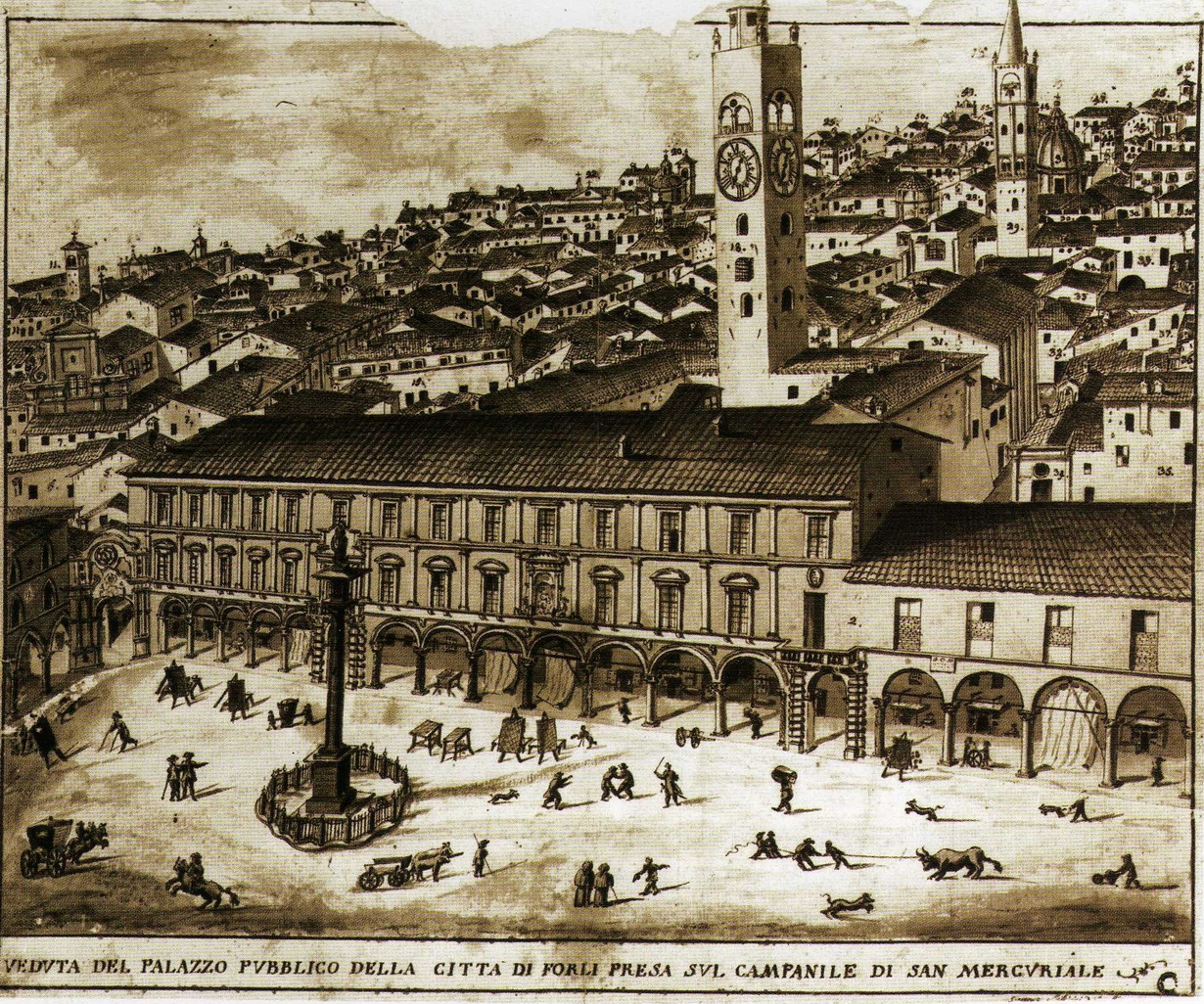
Disegno del 1801 che riprende Piazza Aurelio Saffi (allora Piazza Maggiore) vista da San Mercuriale.

Fino al XII secolo i confini della città erano più ridotti rispetto agli attuali e le mura della città erano distanti dall'Abbazia di San Mercuriale, che fungeva da centro plebano. Sotto le arcate del Palazzo Comunale passava un braccio del fiume Montone che segnava il limite fisico tra città e campagna. Oltre il fiume era aperta campagna e l'area attorno all'Abbazia prendeva nome di Campo dell'Abate. Con l'aumentare del potere dell'Abbazia tale campo venne adibito a mercato. L'espandersi della città in tale direzione rese necessario l'ampliamento delle mura fino ad inglobare l'Abbazia ed il Campo dell'Abate.
Con il passare del tempo, il Campo dell'Abate venne arricchendosi di edifici, circoscrivendo un'ampia zona che formava una vasta piazza, la più vasta della città. Il nome cominciò a modificarsi in Piazza maggiore e tale rimase fino all'Ottocento quando venne invece dedicata a Vittorio Emanuele II. Fino al 21 ottobre 1921 al centro della piazza si ergeva la colonna votiva dedicata alla Madonna che venne rimossa e traslata fino al duomo. Nel 1916, durante la revisione toponomastica, la piazza era ancora dedicata al re. Fu solo nel 1921, con l'inaugurazione del monumento dedicato ad Aurelio Saffi, che la piazza acquisì l'attuale nome mentre il Borgo Cotogni, attuale Corso della Repubblica, prese il nome di Corso Vittorio Emanuele.
Nel corso della seconda guerra mondiale, con l'arrivo delle truppe alleate, prese anche il nome di Saint Andrew Square, in onore della bandiera inglese che reca la croce di Sant'Andrea, per riacquistare quello attuale dopo gli eventi bellici.

## I monumenti al centro della piazza
Con le informazioni pervenute dalle fonti della città, risulta siano stati tre i monumenti avvicendatisi al centro della piazza dal medioevo ai nostri giorni: La crocetta, la Colonna della Madonna del Fuoco e il Monumento ad Aurelio Saffi, ricostruito due volte perché il primo andò distrutto durante gli eventi bellici dell'ultima guerra.
Non è noto se vi fossero stati eretti in precedenza altri monumenti. Prima che si avesse l'espansione della città in direzione di San Mercuriale, la zona risultava al di fuori della cinta muraria e costituiva uno spazio aperto che con tutta probabilità non ospitava alcun genere di monumento. Nel 1163 per la prima volta, in un documento contenuto nel Libro Biscia, il Campo dell'Abate risulta incluso nella nuova cinta muraria. È probabile che nulla fosse stato edificato al centro del Campo, che rimase sprovvisto di monumenti fino ad un evento cruciale per la storia di Forlì: il sanguinoso mucchio di dantesca memoria.
La Crocetta era un monumento eretto nel 1282 sopra il teatro dello scontro. Il monumento viene descritto dal cronista Stefano Bedolini nel 1617, anno in cui era ancora esistente, come un piccolo oratorio quadrato con cupola sorretta da quattro pilastri sotto cui c'era un leone con sopra un altare, una colonna e una piccola croce che dava il nome al tutto. Parti di questo monumento potrebbero riconoscersi in elementi conservati dentro la chiesa di San Mercuriale, ovvero una sagoma che si intuisce fosse un leone e una crocetta romanica con scolpita una mano benedicente. 
Il monumento viene abbattuto nel 1619 e, dopo vent'anni, sostituito per volere del cardinale Domenico Rivarola con una colonna votiva dedicata alla Madonna del Fuoco con in cima una statua scolpita da Clemente Molli che raffigura la Vergine.
Con la morte di Aurelio Saffi nel 1890 il consiglio comunale delibera di sostituire la statua della Madonna con un monumento dedicato al patriota. La colonna della Madonna viene rimossa nel 1909 e poi spostata a lato del Duomo, mentre per avere il monumento a Saffi si deve attendere fino al 1921, quando lo scultore Filippo Cifariello realizza il ritratto pensoso di Saffi. Distrutto con il bombardamento anglo americano durante la Seconda Guerra Mondiale, viene ripristinato con le forme originarie da Giannantonio Buccine nel 1961.

## Descrizione

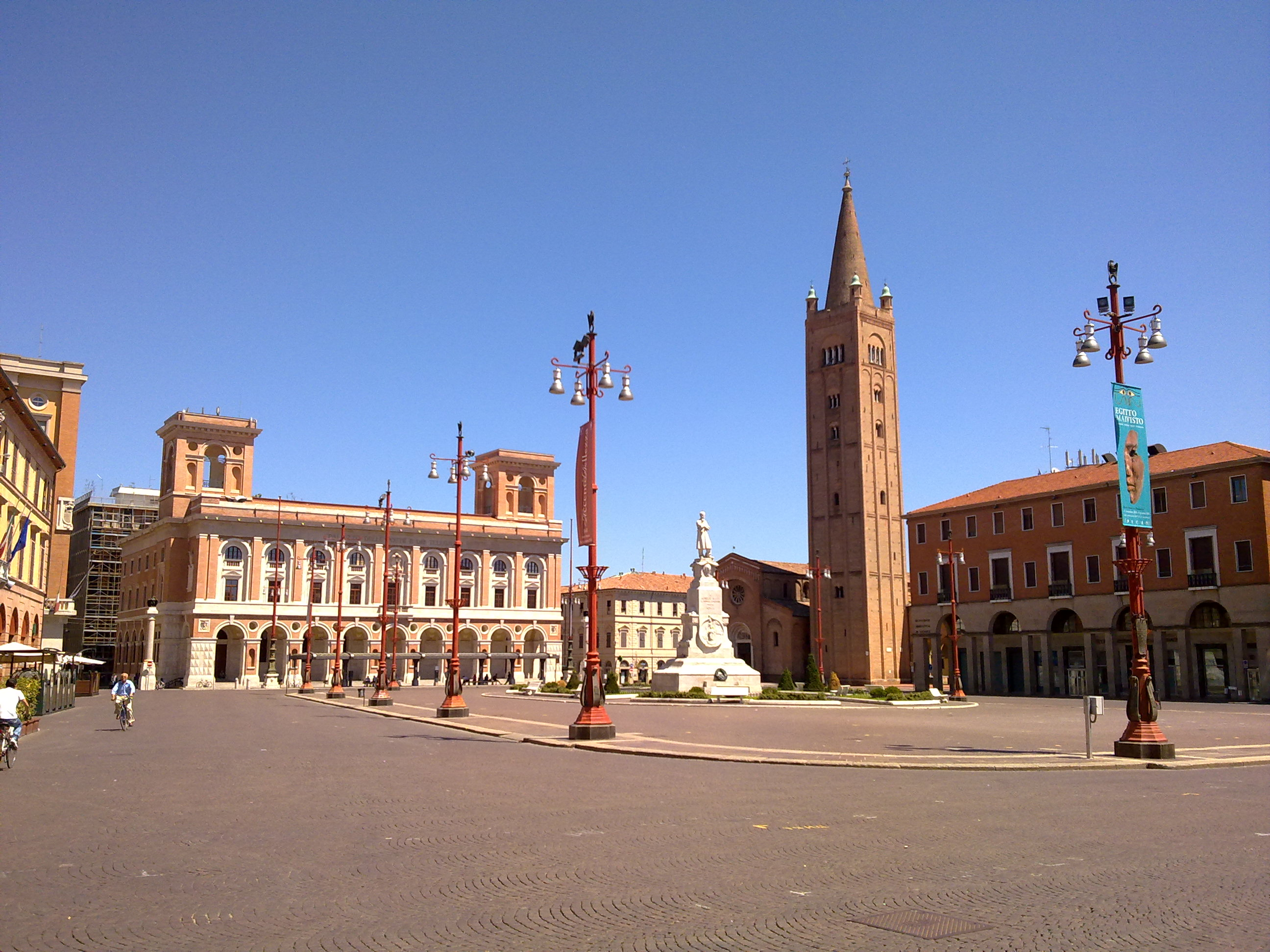
Vista della piazza dal lato di Corso Garibaldi

Sul lato a nord-est, sorge l'abbazia di San Mercuriale, il simbolo stesso della città: chiesa di architettura romanica, in mattoni, costruita sul primo luogo di culto cristiano a Forlì; il campanile è famoso per essere uno dei più alti d'Italia, in stile romanico. Il chiostro fu aperto al passaggio pubblico durante il Ventennio. Particolare è la lunetta sul portale: opera del 1230 che descrive, in due scene, il sogno dei Magi e la loro adorazione a Gesù bambino. 
Sul lato a ovest sorge la Residenza comunale, un tempo palazzo degli Ordelaffi, già signori della città; l'edificio è stato notevolmente rimaneggiato nei secoli, la facciata odierna risale ai primi anni dell'Ottocento. Sono notevoli gli affreschi interni.

Sul versante sud, sorgono altre due pregevoli palazzine rinascimentali: il palazzo del Podestà e l'adiacente palazzo Albertini, così come rinascimentale è il cinquecentesco palazzo Serughi 

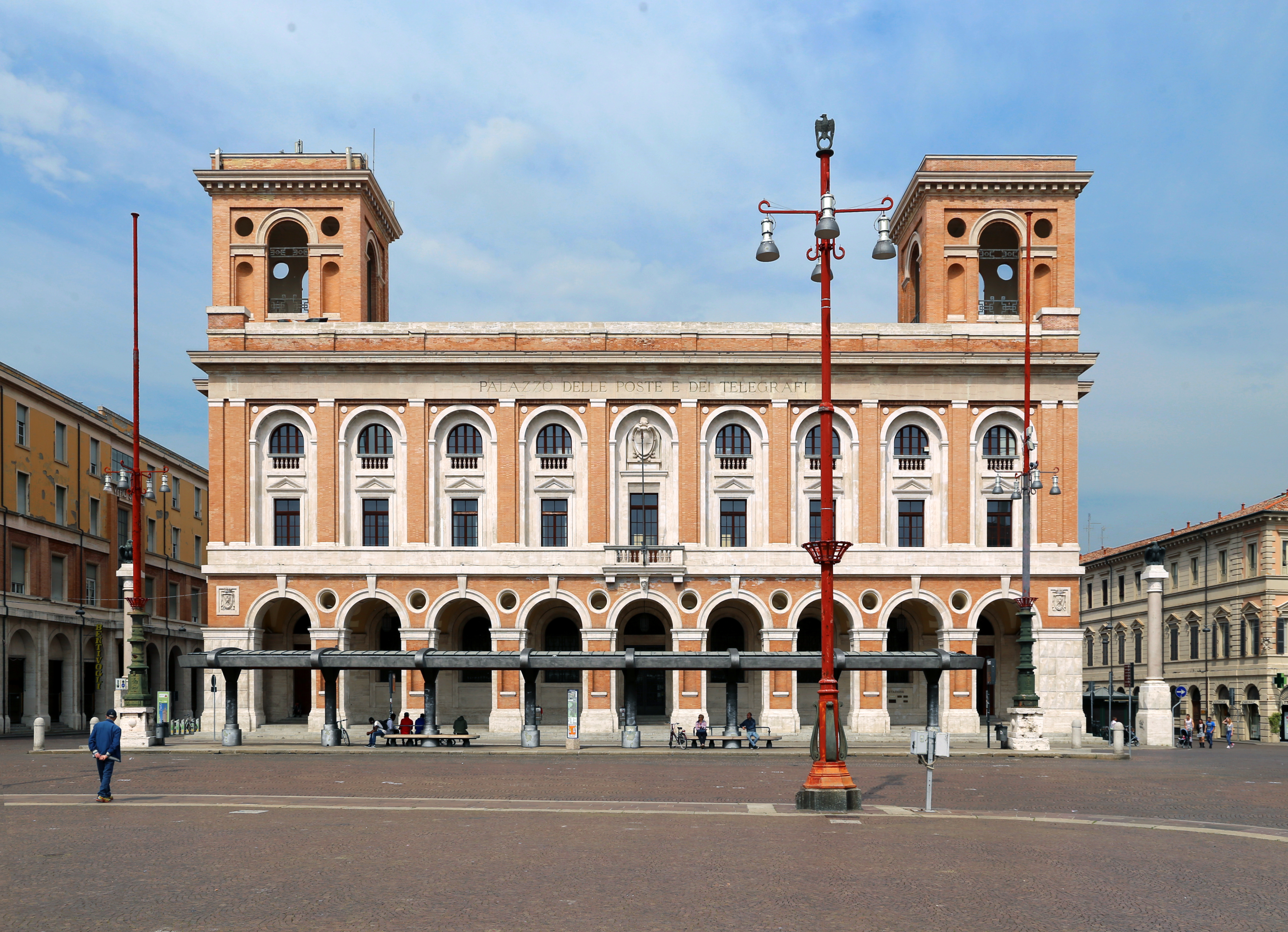
Il palazzo delle Poste

L'intervento urbanistico degli anni del regime fascista in stile razionalista italiano si può notare nelle costruzioni sul lato nord: Palazzo delle Poste; Palazzo degli Uffici Statali, all'angolo, quest'ultimo, tra via delle Torri e Corso Mazzini e palazzo della Riunione Adriatica di Sicurtà di Piero Portaluppi, vicino a Palazzo Serughi.
In passato Forlì ha avuto anche un efficiente servizio tranviario, realizzato grazie a una breve diramazione urbana delle tranvie Forlì-Ravenna e Forlì-Meldola, che furono in esercizio fra il 1881 e il 1930. Questo si svolgeva fra piazzale della Vittoria e piazza Vittorio Emanuele II, lungo l'allora corso Vittorio Emanuele (poi corso della Repubblica).

## I quattro cantoni
Date le dimensioni, nel tempo si vengono a identificare quattro cantoni, zone notevoli in cui i corsi più importanti si innestano nella piazza stessa. I nomi dei cantoni non hanno in genere dato esito nella toponomastica.

### Cantone di San Mercuriale
Prende nome dalla chiesa abbaziale di San Mercuriale ed è il cantone in cui confluiscono Largo de'Calboli e via dei Filergiti. Nel dopoguerra viene aggiunta la dedica della piazzetta a don Pippo. Questo angolo è legato fortemente all'ambito guelfo, dato che, oltre alla chiesa, è presente il palazzo dell'antica famiglia guelfa dei De'Calboli, nel ramo detto di San Mercuriale.

### Cantone del gallo
Qui si innesta nella piazza l'antica strada dedicata a San Pietro, che nell'Ottocento è stata denominata Corso Mazzini. La zona è nota anche come Cantone Numai, perché un tempo occupata dalle case della famiglia Numai, di cui resta testimonianza nella torre di via Pedriali (già via del Sole). Con la revisione razionalista il Cantone del gallo ha cambiato notevolmente aspetto, dato che è stato occupato dal Palazzo degli uffici statali. Era un tempo occupato dal Ponte dei Cavalieri, che passava sopra al fiume Rabbi. Con la scomparsa del fiume nel corso dell'Ottocento è stato interrato anche il ponte.

### Il Rialto
Fra la piazza e i corsi Diaz e Garibaldi scorreva un ramo del Rabbi, chiamato torrente Acquaviva e anche qui era presente un ponte, il Ponte del Pane. Il nome rialto deriva probabilmente proprio dal rialzo del ponte. Nel 1636 era stato costruito un arco che congiungeva i due edifici del Palazzo Comunale con Palazzo del Podestà. Era dedicato alla Madonna del Fuoco, alto diciotto metri e realizzato in mattoni. Nel 1754 questo arco venne demolito e ne fu costruito un altro, chiamato Arco di Rialto o Portone del Pane. Aveva in entrambi i lati un orologio (realizzati dall'ingegner Praga), dalla parte della piazza un busto del cardinale Ludovico Merlini e dall'altra un rilievo con la Madonna del Fuoco (1761). Entrambe le opere scultoree sono state realizzate da Ottavio e Nicola Toselli, la prima si trova in pinacoteca, la seconda nella Basilica di San Pellegrino. La porta, invece, è stata demolita nel 1824, per dare maggiore agilità all'accesso alla piazza.

### Cantone o Trebbo di Mozzapè
Il cantone tra la Chiesa del Suffragio, Palazzo Serughi e Palazzo Talenti-Framonti, luogo storico di ritrovo, è chiamata il Trebbo di Mozzapè: è l'unico dei cantoni per il quale viene utilizzata anche il nome di trebbo. Da qui parte una delle vie più importanti della città, un tempo detta Strada Petrosa, cuore del Borgo Cotogni, ribattezzata Corso della Repubblica nel dopoguerra. Trebbo deriva dal latino trivium, incrocio di tre strade, dunque il nome si riferisce al concetto di cantone, ma in Romagna assume anche il significato di luogo di ritrovo. Qui infatti gli uomini si fermavano a parlare, a condurre affari e a discutere, spesso sostando con la bicicletta. In particolare il luogo era animato durante le giornate di mercato. I ceti alti si radunavano invece nel Caffè di Macarò, nella cosiddetta Loggia dei Signori, ultimo arco di palazzo Talenti-Framonti. 
Mozzapè è termine di difficile interpretazione, apparendo come un dialettale per mozza-piedi. Il nome potrebbe derivare dall'antico palio: data la curva piuttosto difficile da eseguire, i cavalli rischiavano di avere incidenti, "mozzandosi" i piedi. Nel 1831 morì in questa zona, probabilmente a causa del morbillo, Napoleone Luigi Bonaparte, in Italia per aderire ai moti d'indipendenza. Per l'afflusso costante di persone nel Trebbo, Angelo Damerini, un burattinaio che decide di darsi al commercio, apre qui la prima edicola forlivese nel 1884, sotto il loggiato del Palazzo Talenti-Framonti, detto Loggia dei Signori.  L'edicola viene poi trasferita davanti alla Chiesa. In questo luogo si radunano personaggi noti della vita forlivese e non solo, dato che si ricorda la presenza del violinista Archimede Montanelli, del direttore della biblioteca Giuseppe Mazzatinti, del musicista e direttore d'orchestra Alberto Resch, di don Tommaso Nediani e di Benito Mussolini. Dal 2009 non è più edicola e diviene un centro chiamato Rondo Point, per iniziativa del giornalista Alessandro Rondoni, che ne mantiene la vocazione aggregativa, facendone un centro d'incontro. Nel 2022 viene donato alla diocesi e diviene luogo di promozione per iniziative culturali.
Fino al 1932 il palazzo Talenti-Framonti era legato unito alla chiesa da un fabbricato chiamato Palazzo Tassani, dove era presente un locale, il Bar della Rosa. L'edificio viene demolito e negli anni '30 viene aggiunto un nuovo prospetto al palazzo che lo rende più armonico.